# Lucas Meachem
John Lucas Meachem (Carthage, 11 giugno 1978) è un baritono statunitense.

## Biografia

### Esordio
Nato e cresciuto nella Carolina del Nord, studiò canto con l'Adler Program della San Francisco Opera dal 2004 al 2005. Ottenne l'attenzione della critica nel 2006 quando, su suggerimento di Susan Graham, rimpiazzò all'ultimo momento l'indisposto Simon Keenlyside nell'Ifigenia in Tauride alla Lyric Opera di Chicago. Nel 2007 più tardi esordì al Metropolitan Opera House come Nikolaj Nikolaevič Raevskij in Guerra e pace. Nel 2009 esordì al Covent Garden come Enea nel Dido and Aeneas e all'Opera di Stato della Baviera come Conte dl'Almaviva ne Le nozze di Figaro.

### Anni 2010
Nel 2010 fece il suo esordio parigino come eponimo protagonista nel Billy Budd, mentre nel 2011 fu Mercuzio al Met e Don Giovanni alla San Francisco Opera e al Festival di Glyndebourne. Nel 2012 tornò alla Royal Opera House per cantare nel ruolo del conte nelle Nozze di Figaro, mentre nella stagione successiva fu Figaro ne Il barbiere di Siviglia a San Francisco, alla Wiener Staatsoper e al Covent Garden.
Nel 2015 interpretò Figaro ne I fantasmi di Versailles alla Los Angeles Opera e l'incisione discografica dell'opera gli valse un Premio Grammy nel 2016; nello stesso anno tornò al Met come Silvio in Pagliacci e alla Royal Opera House come Marcello ne La bohème. Nel 2018 fu Figaro alla Houston Grand Opera, Marcello al Met e Giorgio Germont ne La traviata con la Washington National Opera al Kennedy Center. Nel 2019 fu Zurga ne I pescatori di perle a Bilbao, Don Giovanni a Chicago ed esordì al Teatro Regio di Torino cantando per la prima volta come Escamillo in Carmen.

### Anni 2020
I primissimi anni 2020 furono segnati dalle numerose cancellazioni dovute alla pandemia di COVID-19 e conseguente chiusura dei teatri. Nel 2022 esordì al Teatro alla Scala come Athanaël nella Thais, tornò al Covent Garden come Sharpless in Madama Butterfly, alla Semperoper di Dresda come Don Giovanni, fece il suo debutto nel ruolo di Nabucco all'Oper im Steinbruch  e tornò al Met come De Siriex in Fedora. Nel 2023 cantò nel ruolo del Conte ne Le nozze di Figaro e di Don Giovanni alla Los Angeles Opera, fu Guglielmo in Così fan tutte alla Dallas Opera e Sharpless alla San Francisco Opera.
Nel 2024 fu Sharpless al Met, Gianni Schicchi ad Amburgo, il Conte di Luna ne Il trovatore al Teatro Comunale di Bologna e alla Houston Grand Opera, Sharpless al Teatro Real de Madrid e al Gran Teatre del Liceu. Nel 2025 tornò al Liceu e al Met come Giorgio ne La traviata, tornò a Bologna come Enrico Ashton nella Lucia di Lammermoor e alla Scala per interpretare Guglielmo da Baskerville nella prima mondiale de Il nome della rosa.